# Weissella oryzae
Weissella oryzae (abreujat W. oryzae) és un bacteri grampositiu amb morfologia de bacil o coc el qual es pot agrupar en parelles o bé formant cadenes. Pot créixer a temperatures d'entre 10 °C i 42 °C, en un rang de pH entre 3,9–9,0 i a concentracions de NaCl entre 4,0–6,5%. Produeix àcid a partir de ribosa, xilosa, glucosa, fructosa, arabinosa i mannosa, entre d'altres. El peptidoglicà de la paret cel·lular conté àcid glutàmic, lisina, serina i alanina. No pot hidrolitzar l'esculina, però si l'arginina. De la fermentació dels glúcids només es dona la formació de l'enantiòmer D-àcid làctic. El percentatge de G+C del DNA és del 40,6%.
La soca tipus és la SG25T. Es va aïllar de grans d'arròs fermentats l'any 2013 a Tochigi, Japó.